# لاک، میشیگان
لاک (به انگلیسی: Locke Township) یک منطقهٔ مسکونی در ایالات متحده آمریکا است که در شهرستان اینگام، میشیگان واقع شده‌است.
 لاک ۹۳٫۳۹ کیلومتر مربع مساحت و ۱٬۷۹۱ نفر جمعیت دارد و ۲۷۴ متر بالاتر از سطح دریا واقع شده‌است.